# Germain Moüette
Germain Moüette (Bonnelles, 1651 - Saint-Cyr-sous-Dourdan, 1721) est un écrivain français connu pour son ouvrage autobiographique, Relation de la captivité du Sr. Mouette dans les royaumes de Fez et de Maroc, où il a demeuré pendant onze ans, publié en 1683. Dans ce livre, il relate sa captivité au Maroc, après avoir été capturé par les corsaires de Salé.

## Biographie
Parti pour « les Indes occidentales de l'Amérique » en septembre 1670, Germain Moüette est capturé par les pirates de Salé, où il est vendu comme esclave. Il a ensuite plusieurs maîtres, auprès desquels il exerce divers métiers. Auprès de l'un d'entre eux, le docteur Bougiman, il apprend l'arabe et l'espagnol.
Après deux ans passés à Salé, il se retrouve ensuite à Fez, où il passe encore deux ou trois ans, puis à Meknès, où il reste six ou sept ans, et où il participe aux vastes chantiers de construction ordonnés par Moulay Ismaïl. Là, il est racheté avec 45 autres captifs par les Religieux de la Merci, et revient jusqu'à Paris en passant par Tétouan, Malaga, Marseille, Toulon et Lyon.
Le récit de ses aventures, qu'il publie en 1683, est une source considérable de renseignements de première main pour les historiens, non seulement sur la vie des esclaves chrétiens capturés par les Barbaresques, mais aussi sur la vie quotidienne dans le Maroc de l'époque, pour laquelle le docteur Bougiman lui prodigue tous les renseignements qu'il souhaite. Enfin, le livre de Germain Moüette comprend un glossaire franco-arabe de près de 900 mots et expressions.

## Œuvre
- Germain Moüette, Relation de la captivité du Sr. Mouette dans les royaumes de Fez et de Maroc, où il a demeuré pendant onze ans, chez Jean Cochart, au cinquième pilier de la grand'salle du Palais, au Saint Esprit, 1683 (lire en ligne)